# Catapulte
Pour les articles homonymes, voir Catapulte (homonymie).
La catapulte est une machine de guerre en usage principalement pendant l'Antiquité, utilisée pour lancer des projectiles à grande distance sans employer d'explosif. 
Elle fait donc partie des engins de siège de l'Antiquité.

## Étymologie
Le mot « catapulte » vient du latin catapulta, forme latinisée du mot grec καταπέλτης/katapeltes, formé de la préposition préfixée κατα/kata (« vers le bas » ou « à travers »), du verbe πάλλειν/pallein (« lancer, projeter violemment ») et du suffixe -της/tes.

## Caractéristiques
Une catapulte est une machine de guerre offensive. C'est une machine de siège. Elle servait à lancer, très loin et sans explosif, des projectiles, comme de grosses pierres, voire des cadavres de morts par maladie très contagieuse - par exemple, la peste. Le but était d'ébranler les courtines et les tours en tapant sans cesse au même endroit ou bien de passer au-dessus des murailles pour bombarder l'intérieur des fortifications.
La catapulte fonctionne comme un arc géant, dont la flexion est obtenue par une corde, en fait des câbles, tirée vers l'arrière. Ces câbles sont reliés à une poutre qui supporte à son extrémité extérieure le récipient contenant le projectile qui est un sac ou une boite. La poutre est abaissée grâce aux raccourcissements de câbles qui s'enroulent autour d'un treuil. De ce fait, l'abaissement de la poutre tend les câbles de l'arc et celui-ci se courbe. La libération volontaire de ces derniers câbles fait que l'arc n'est plus tendu. Le retour violent de l'arc à la position de départ fait que la poutre, par un rapide mouvement ascendant, retrouve elle aussi sa position de départ : dans son mouvement, elle lance le projectile.

### Projectiles
Apparentée à la baliste qui, elle, projette des lances, la catapulte est capable de projeter de lourdes charges, principalement des grosses pierres, mais parfois des cadavres[réf. nécessaire] ou des déjections diverses afin de contaminer les réserves d’eau des assiégés et d'affaiblir leur moral. 

### Systèmes de propulsion
La force de propulsion a d'abord été donnée par la flexion d'un grand arc et, dans les engins plus perfectionnés, par la torsion d'un faisceau de fibres, qui constituent alors une sorte de ressort.

## Histoire

### Premières catapultes

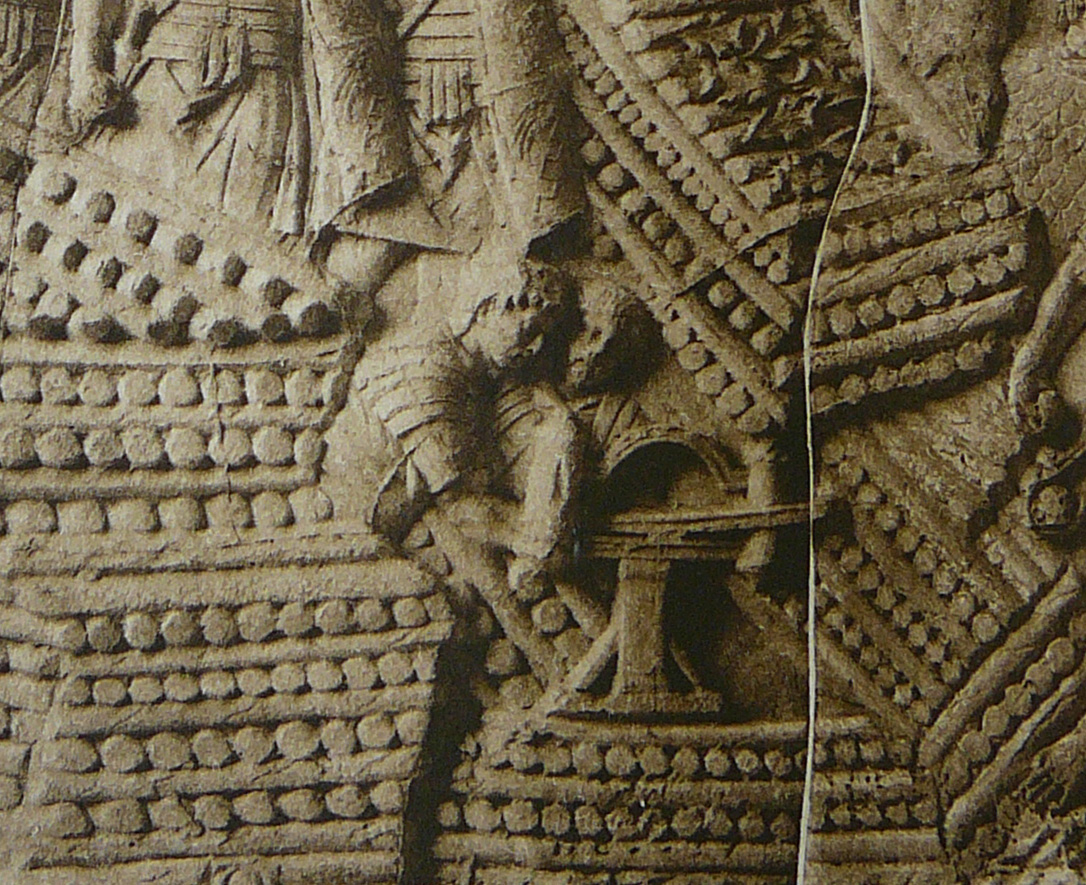
« Nid de catapulte » romaines pendant les Guerres daces sous Trajan.

Quelques sources textuelles et archéologiques ont été interprétées comme le signe de l'existence de catapultes avant l'invention syracusaine de 399 av. J.-C. ; cela demeure toutefois controversé.
Osias roi de Juda au milieu du VIIIe siècle av. J.-C., fit placer sur les murailles de Jérusalem "des machines inventées par un ingénieur et destinées à être placées sur les tours et sur les angles, pour lancer des flèches et de grosses pierres" (2 Chroniques 26.15).
Dans l'empire des Perses achéménides au VIe siècle av. J.-C., l'usage des catapultes est attesté par les boulets retrouvés à Paphos (Chypre), boulets ayant probablement été lancés par le truchement d'une gouttière[pas clair], mécanisme décrit par Thucydide et par Phylon de Byzance. 
Les archéologues ont retrouvé 400 boulets de pierre d'une dizaine de kilos utilisés lors de la révolte de l'Ionie (VIe siècle), attestant l'utilisation de machines de jet perfectionnées. 

### Grèce antique
En Grèce, l'histoire de la catapulte et celle de l'arbalète sont à l'origine étroitement liées. Au Ier siècle av. J.-C., l'historien Diodore de Sicile décrit le mécanisme d’une catapulte tirant des flèches (katapeltikon) inventée par un groupe d'ingénieurs grecs en 399 av. J.-C.,, sous le règne du tyran Denys l'Ancien. L'un de ses premiers utilisateurs aurait été Onomarchus de Phocis pendant la deuxième guerre de Sicile (410 – 340 av. J.-C.) contre Motya, l'un des principaux fiefs carthaginois de Sicile,,. La description de Diodore aurait été faite d'après des chroniques historiques très réputées de Philistus, un contemporain de ces événements.

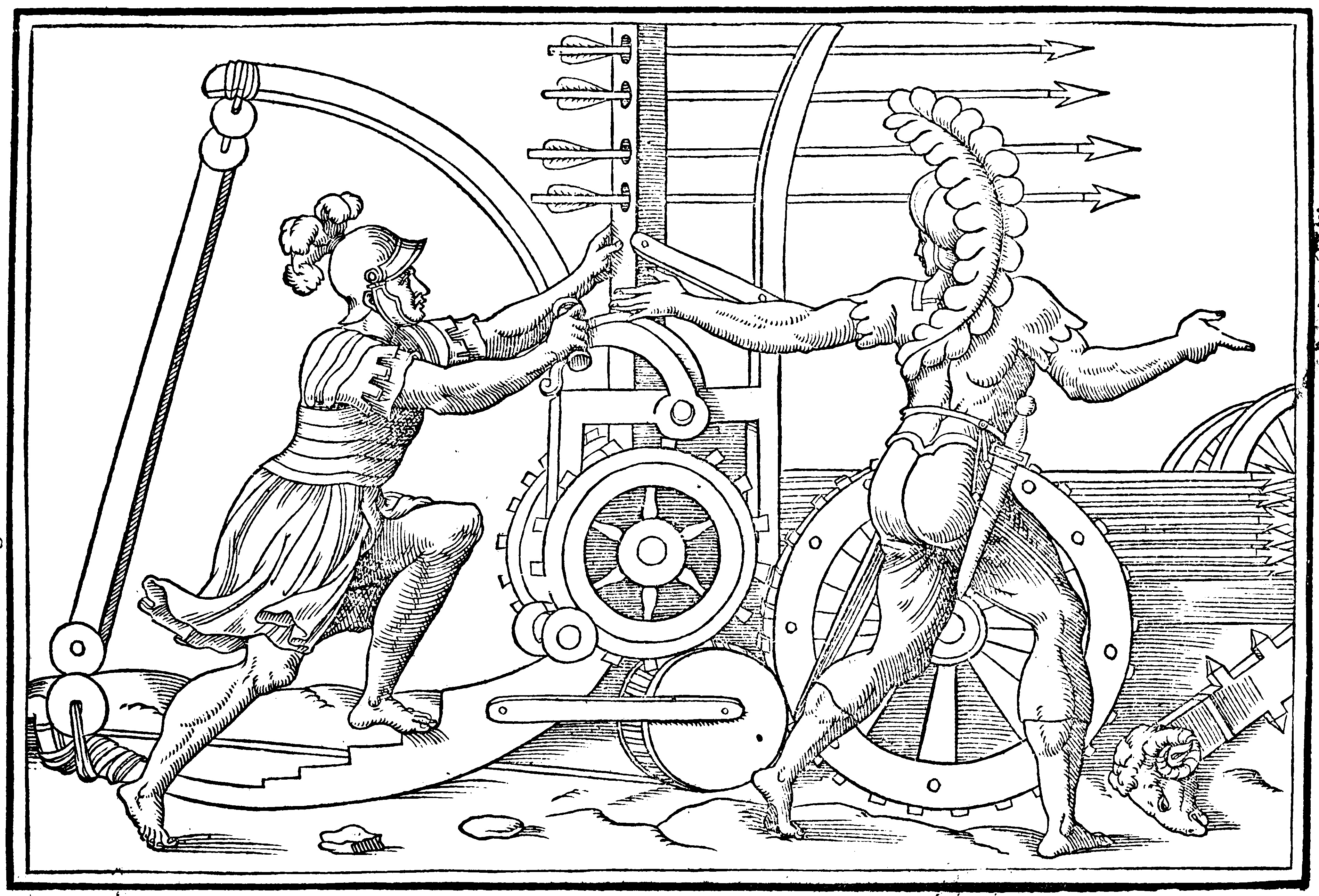
Gravure illustrant une conception de la catapulte romaine (1581).

La date de l'introduction des arbalètes, cependant, peut être datée d’une époque plus reculée : d'après l'inventeur Héron d'Alexandrie (Ier siècle), qui fait référence à des travaux désormais perdus datant du IIIe siècle av. J.-C. de l'ingénieur Ctésibios, cette arme a été inspirée par une arbalète plus ancienne, appelée gastraphètes (« ventre tireur »), qui peut emmagasiner davantage d'énergie que les arcs grecs. Une description détaillée du gastraphetes, illustrée d'un dessin, se trouve dans le traité technique de Heron, Belopoeica,. Un troisième auteur grec, Biton (IIe siècle av. J.-C.), dont la fiabilité a été réévaluée positivement par des études récentes,, décrit deux modèles perfectionnés de gastraphetes, dont il attribue la conception à Zopyros, un ingénieur de Tarente, dans le Sud de l'Italie. Zopyros appartenait vraisemblablement à l'école pythagoricienne qui semble avoir été florissante à la fin du IVe siècle av. J.-C.,. Il a probablement conçu son arc mécanique à l'occasion du siège de Cumes et de Milet entre 421 et 401 av. J.-C., L'arc de ces machines possédait déjà un système de treuil pour l'armer et pouvait apparemment lancer deux flèches à la fois.

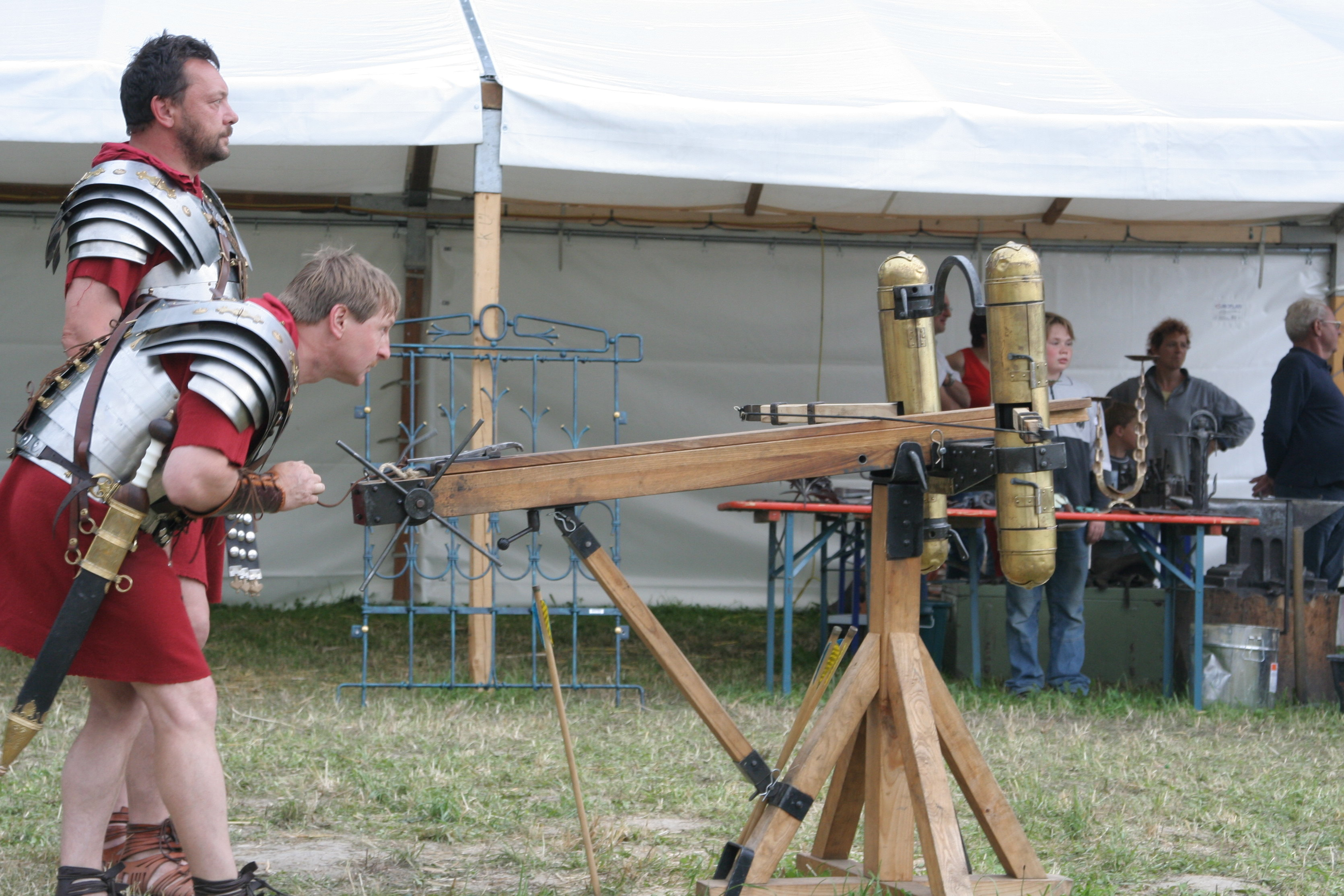
Reconstitution historique d’une baliste romaine.

À partir du milieu du IVe siècle av. J.-C., les preuves de l'utilisation par les Grecs de machines à tirer des flèches deviennent de plus en plus denses et variées : ces machines (katapaltai) sont mentionnées brièvement par Énée le Tacticien dans son traité sur les techniques de siège écrit vers 350 av. J.-C.. Une inscription de l'arsenal d'Athènes, datée entre -338 et -326, énumère un certain nombre de catapultes gardées en réserve avec des projectiles de différentes tailles et des ressorts de fibres. La dernière mention est particulièrement remarquable car elle constitue la première preuve claire du passage aux catapultes à torsion qui sont plus puissantes que les arbalètes à arc flexible et qui domineront les conceptions en matière d'artillerie en Grèce et, par la suite, dans la Rome antique. Dans un autre inventaire athénien de -330 – -329 figurent des catapultes et des flèches.
Des machines à tirer des flèches sont mentionnées à partir du siège de Périnthe (Thrace) par Philippe II de Macédoine en 340 av. J.-C.. À la même époque, les fortifications grecques ont commencé à comporter de hautes tours avec, à leur sommet, des volets et des fenêtres, qui auraient pu servir à abriter des tireurs de flèches, comme à Aigosthena. À l'époque romaine, la machine connue sous le nom d'arcuballista était sans doute semblable à l'arbalète.
Alexandre le Grand a eu l'idée de les utiliser pour couvrir le champ de bataille, en plus de leur utilisation au cours des sièges. Les projectiles étaient à la fois des flèches et, plus tard, des pierres.

### Empire romain
Les Romains ont sans doute commencé à utiliser les catapultes au cours de leurs guerres contre Syracuse en Sicile, en Macédoine, à Sparte et en Étolie aux IIIe et IIe siècles av. J.-C..

### Au Moyen Âge
En raison de leur faible résistance à l'humidité, les catapultes ont été abandonnées dès le VIe siècle et remplacées par des engins à contrepoids, le mangonneau et le trébuchet.
Le trébuchet, parfois incorrectement appelé catapulte, emploie un contrepoids plutôt que la torsion ou la tension : il fonctionne essentiellement comme une fronde géante. Son invention date du Moyen Âge, époque à laquelle il a remplacé la catapulte en raison d'une meilleure précision des tirs et, surtout, d'une meilleure résistance au climat européen, dont l'humidité détendait les tendons des engins à torsion.
Les catapultes ont été progressivement remplacées par les canons, au cours du XIVe siècle.

### Après le Moyen Âge

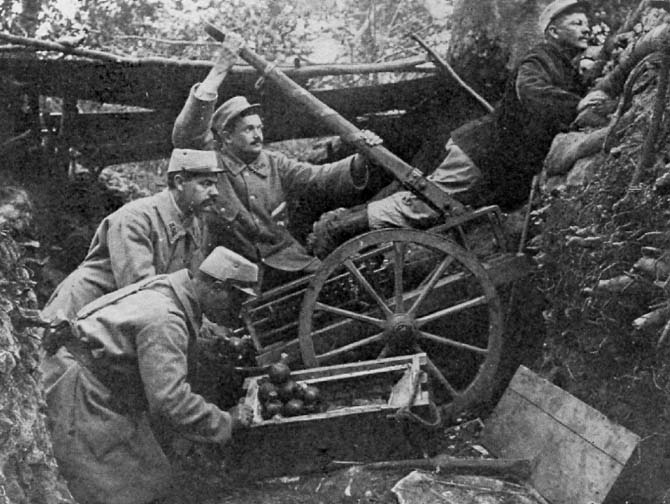
Soldats français au cours de la première Guerre mondiale en train d'utiliser une catapulte lance-grenades.

La dernière utilisation militaire à grande échelle des catapultes remonte à la guerre des tranchées pendant la première Guerre mondiale. Au début de la guerre, les catapultes ont été utilisées pour lancer des grenades à travers le no man's land vers les tranchées ennemies. Celles-ci ont finalement été remplacées par de petits mortiers.
Elles sont aussi utilisées pour le décollage des avions du pont des porte-avions, leur rampe de lancement étant trop courte. On les utilise également sur les navires pour lancer des grenades sous marines.
De petites catapultes, dénommées « lanceurs », sont encore largement utilisées pour le lancement des cibles de ball-trap pour le tir aux pigeons d'argile.
Dans les années 2000, les catapultes ont été utilisées en Angleterre, par les amateurs de sensations fortes voulant vivre l'expérience d'être catapultés dans les airs. La pratique a été abandonnée en raison d'accidents mortels, certains participants ayant chuté à terre après avoir raté le filet de sécurité,.
En janvier 2011, une catapulte[réf. nécessaire] utilisée par des trafiquants de drogue pour faire passer de la marijuana du Mexique vers les États-Unis a même été découverte.

### De nos jours (catapultes de démonstration)
Des catapultes de tous types et de toutes tailles sont encore construites pour l'enseignement des sciences, les reconstitutions historiques, dans le cadre de concours ou comme occupation de loisir. 
Les projets de construction de catapultes peuvent susciter chez les enfants des vocations pour l’étude de la physique, de l'ingénierie, des mathématiques et de l'histoire[réf. nécessaire]. 

## Description de Viollet-le-Duc

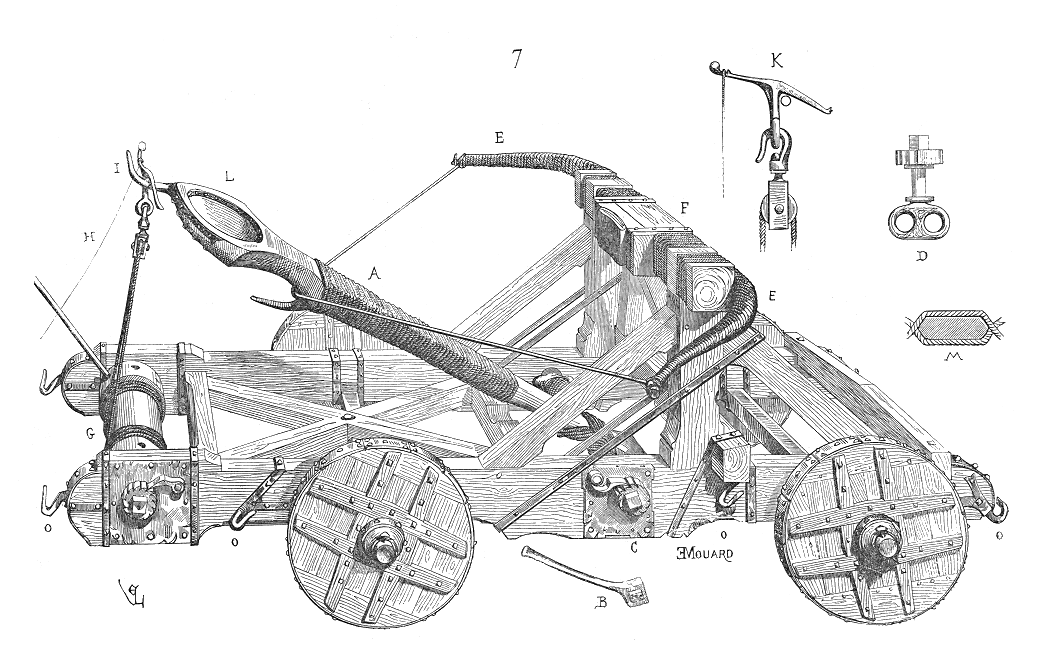
Schéma descriptif d'une catapulte.

Cette description reproduit celle de l’Encyclopédie médiévale de Eugène Viollet-le-Duc qui récapitule les connaissances théoriques sur la baliste à la fin du XIXe siècle.
Viollet-le-Duc a dessiné les engins de siège et a tenté d’en expliquer le fonctionnement de manière théorique, mais ses interprétations sont parfois remises en cause par les reconstitutions récentes. On notera par ailleurs que cette machine serait plutôt désignée actuellement par le terme de catapulte.
La pièce principale est la verge A, dont l'extrémité inférieure passe dans un faisceau de cordes tordues au moyen de clefs B et de roues à dents C, arrêtées par des cliquets. Les cordes sont passées dans deux anneaux sous un vilebrequin en bois tenant à la tige à laquelle la roue à dents vient s'adapter, ainsi que l'indique le détail D. Ces cordes ou nerfs tordus à volonté à la partie inférieure de la verge avaient une grande force de rappel1. Mais pour augmenter encore la rapidité de mouvements que devait prendre la verge, des ressorts en bois et nerfs entourés de cordes, formant deux branches d'arcs E attachées à travers la traverse-obstacle forçaient la verge à venir frapper violemment cette traverse F, lorsqu'au moyen du treuil G on avait amené cette verge à la position horizontale. Lorsque la verge A était abaissée autant que possible, un homme tirant sur la cordelette H, faisait échapper la branche de fer I (cf. détail K), et la verge ramenée rapidement à la position verticale, arrêtée par la traverse-obstacle F, envoyait au loin le projectile placé dans la cuillère L.
On réglait le tir en ajoutant ou supprimant des fourrures en dedans de la traverse F, de manière à avancer ou à reculer l'obstacle, ou en attachant des coussins de cuir rembourrés de chiffons à la paroi antérieure de l'arbre de la verge. Plus l'obstacle était avancé, plus le tir était élevé; plus il était reculé, plus le tir était rasant. Le projectile obéissait à la force centrifuge déterminée par le mouvement de rotation de la cuillère, et à la force d'impulsion horizontale déterminée par l'arrêt de la traverse F. La partie inférieure de la verge présentait la section M, afin d'empêcher la déviation de l'arbre qui, d'ailleurs, était maintenu dans son plan par les deux tirages des branches du ressort E.
Les crochets O servaient à fixer le chariot en place, au moyen de cordes liées à des piquets enfoncés en terre, et à attacher les traits et palonniers nécessaires lorsqu'il était besoin de la trainer. Quatre hommes pouvaient abaisser la verge en agissant sur le treuil G. Pour qu'un engin pareil ne fût pas détraqué promptement par la secousse terrible que devait occasionner la verge en frappant sur la traverse-obstacle, il fallait nécessairement que cette traverse fût maintenue par des contre-fiches en charpente et par des brides en fer, ainsi que le montre la figure.

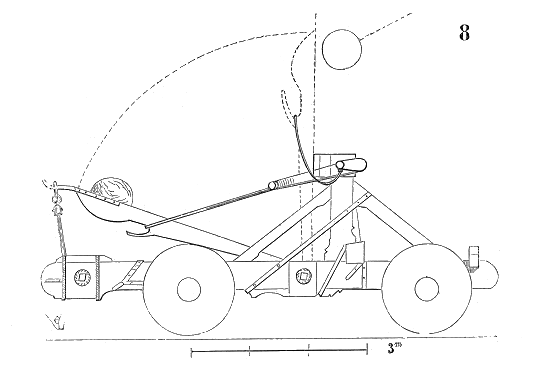
Autre schéma descriptif d'une catapulte.

Le profil géométral ci-contre fait voir la verge abaissée au moyen du treuil, et la verge frappant la traverse-obstacle, ainsi que le départ du projectile de la cuillère, les ressorts tendus lorsque la verge est abaissée, et détendus lorsqu'elle est revenue à sa position normale.